# U.S. National Championships 1923
Gli U.S. National Championships 1923 (conosciuti oggi come US Open) sono stati la 43ª edizione degli U.S. National Championships e quarta prova stagionale dello Slam per il 1923. Il torneo di singolare maschile si è disputato al Germantown Cricket Club di Filadelfia, il doppio maschile al Longwood Cricket Club di Chestnut Hill, i tornei femminili e il doppio misto al West Side Tennis Club nel quartiere di Forest Hills di New York, negli Stati Uniti.
Il singolare maschile è stato vinto dallo statunitense Bill Tilden, che si è imposto sul connazionale Bill Johnston in tre set col punteggio di 6–4, 6–1, 6–4. Il singolare femminile è stato vinto dalla statunitense Helen Wills Moody, che ha battuto in finale la connazionale Molla Bjurstedt Mallory. Nel doppio maschile si sono imposti Bill Tilden e Brian Norton. Nel doppio femminile hanno trionfato Kitty McKane e Phyllis Howkins Covell. Nel doppio misto la vittoria è andata a Molla Bjurstedt Mallory, in coppia con Bill Tilden.

## Seniors

### Singolare maschile
Bill Tilden ha battuto in finale  Bill Johnston con il punteggio di 6–4, 6–1, 6–4.

### Singolare femminile
Helen Wills Moody ha battuto in finale  Molla Bjurstedt Mallory con il punteggio di 6–2, 6–1.

### Doppio maschile
Bill Tilden /  Brian Norton hanno battuto in finale  Richard Norris Williams /  Watson Washburn con il punteggio di 3–6, 6–2, 6–3, 5–7, 6–2.

### Doppio femminile
Kitty McKane /  Phyllis Howkins Covell hanno battuto in finale  Hazel Wightman /  Eleanor Goss con il punteggio di 2–6, 6–2, 6–1.

### Doppio misto
Molla Bjurstedt Mallory /  Bill Tilden hanno battuto in finale  Kitty McKane /  John Hawkes con il punteggio di 6–3, 2–6, 10–8.